# 香取慎吾のアジアのMIKATA
『香取慎吾のアジアのMIKATA』は1996年10月7日～1997年3月31日に日本テレビで放送されていたバラエティー番組。

## 放送時間
日本テレビ　月曜24:45-25:15

## 出演者
- 香取慎吾（SMAP）
- 泉谷しげる

## スタッフ
- 構成：川崎良
- ディレクター：小林景一、毛利忍
- プロデューサー：城朋子